# Scipopus souzalpesi
Scipopus souzalpesi är en tvåvingeart som beskrevs av Albuquerque 1972. Scipopus souzalpesi ingår i släktet Scipopus och familjen skridflugor. Inga underarter finns listade i Catalogue of Life.